# När dagen fylls av fågelsång
När dagen fylls av fågelsång (danska: Når mark og enge står i flor) är en sommarpsalm med text skriven 1992 av den danske prästen Frank Kaergaard som översattes till svenska av biskopen Jan Arvid Hellström 1993. Musiken skrevs 1993 av organisten och tonsättaren Jan-Olof Kulander. Textens andra vers bygger på Andra Korintierbrevet 5:19 och Hebreerbrevet 10:22 och fjärde versen på Matteusevangeliet 6:25-34.

## Publicerad i
- Psalmer i 90-talet som nummer 865 under rubriken "Sommar".[1]
- Psalmer i 90-talet – Körsatser.[1]
- Verbums psalmbokstillägg 2003 som nummer 754 under rubriken "Dagens och årets tider: Årstiderna".[1]
- Sång i Guds värld Tillägg till Svensk psalmbok för den evangelisk-lutherska kyrkan i Finland 2015 som nummer 923 under rubriken "Tider och stunder".